# Арлазоров Ян Майорович
Ян Майо́рович Арлазо́ров (рос. Ян Ма́йорович Арлазо́ров; *26 серпня 1947, Москва, Російська РФСР — †7 березня 2009, Москва, Росія) — російський естрадний артист, актор театру та кіно, режисер.

## Фільмографія
- 1972 — «Хроніка ночі» — Пеппі
- 1980 — «Піф-паф, ой-ой-ой» — режисер
- 1988 — «Цитата (телеспектакль)»
- 1996 — «Карнавальна ніч 2»
- 2006 — «Веселі сусіди» — епізодична роль